# Strephonema (Combretaceae)
Strephonema là một chi thực vật có hoa dạng cây gỗ thuộc họ Trâm bầu (Combretaceae).
Chi này được nhà thực vật học Joseph Dalton Hooker mô tả lần đầu năm 1867, như là một chi mới thuộc họ Lythraceae. Năm 1900, Engler và Diels đặt nó vào họ Combretaceae. Loài điển hình của chi là Strephonema mannii Hook. f.

## Các loài
Chi này có 2 loài đặc hữu khu vực rừng nhiệt đới ẩm ướt Trung Phi như sau:
- Strephonema mannii Benth. & Hook.f.
- Strephonema polybotryum Mildbr.
- Strephonema pseudocola A.Chev.
- Strephonema sericeum Benth. & Hook.f.

Loài thứ ba (S. pseudocola A.Chev., 1912) được cho là có ở khu vực Tây Phi (Bờ Biển Ngà).